# Азиатский маршрут AH8
Маршрут AH8 (Asian Highway 8) — один из основных маршрутов международной азиатской сети, связывающий Северную Европу с Ираном. Длина составляет 4718 километров.

## Маршрут
Маршрут начинается на границе с Финляндией. Далее трасса выглядит следующим образом: Санкт-Петербург — Москва — Волгоград — Астрахань — Кизляр — Махачкала — Дербент — Баку — Тегеран — Бандар-Емам (Иран).
На территории России АН8 идёт по федеральной трассе А181 «Скандинавия» до Санкт-Петербурга, затем перетекает в ЗСД, далее идёт по трассе М10 «Россия» (в будущем перейдет на трассу М11). Маршрут следует по трассе M4 «Дон» до трассы Р22 «Каспий». Маршрут проходит через город Волгоград, далее следуя по трассе Р22 «Каспий» до города Астрахань. Маршрут проходит западнее города Астрахань, где плавно переходит в строящуюся трассу Р-215 — автомобильная дорога федерального значения Астрахань — Кочубей — Кизляр — Махачкала.